# Johannes Fröhlinger
Johannes Fröhlinger (Gerolstein, 9 giugno 1985) è un ex ciclista su strada tedesco, professionista dal 2007 al 2019.

## Carriera
Passa professionista nel 2007, e fino al termine della stagione 2008 gareggia nella Gerolsteiner. Dal 2009 al 2010 veste quindi la divisa del Team Milram, mentre nel 2011 si accasa alla Skil-Shimano, squadra olandese nota dal 2012 come Argos-Shimano (prima come Project 1T4I), dal 2014 come Giant-Shimano e dal 2017 come Sunweb.
Non ha ottenuto successi da professionista; da dilettante ha tuttavia vinto il Tour Alsace a tappe e il Trophée des Champions. Si è inoltre piazzato secondo nella tappa di Contursi Terme al Giro d'Italia 2008, e ha rappresentato il suo paese ai campionati del mondo su strada nel 2009, nel 2012, nel 2014, nel 2015 e nel 2017, gareggiando in tutti i casi nella prova in linea.
Si ritira dall'attività al termine della stagione 2019.

## Palmarès
- 2006 (Under-23)

Classifica generale Tour Alsace
Trophée des Champions

## Piazzamenti

### Grandi Giri
- Giro d'Italia

2008: 51º
- Tour de France

2009: 78º
2010: 90º
2012: non partito (8ª tappa)
2013: 146º
- Vuelta a España

2007: 45º
2010: 37º
2011: 49º
2012: 83º
2013: 59º
2014: 97º
2015: 143º
2016: 87º
2017: 120º
2018: 115º

### Classiche monumento
- Milano-Sanremo

2009: 87º
2012: 139º
2013: 84º
- Liegi-Bastogne-Liegi

2008: ritirato
2009: 116º
2010: 93º
2011: 113º
2012: 93º
2015: ritirato
2016: 122º
2018: ritirato
- Giro di Lombardia

2007: ritirato
2009: 77º
2010: 32º
2012: ritirato
2013: ritirato
2015: ritirato

### Competizioni mondiali
- Campionati del mondo

Mendrisio 2009 - In linea Elite: 99º
Limburgo 2012 - In linea Elite: 79º
Ponferrada 2014 - In linea Elite: ritirato
Richmond 2015 - In linea Elite: ritirato
Bergen 2017 - In linea Elite: 118º

### Competizioni continentali
- Campionati europei

Plumelec 2016 - In linea Elite: 84º